# Little Italy (Toronto)

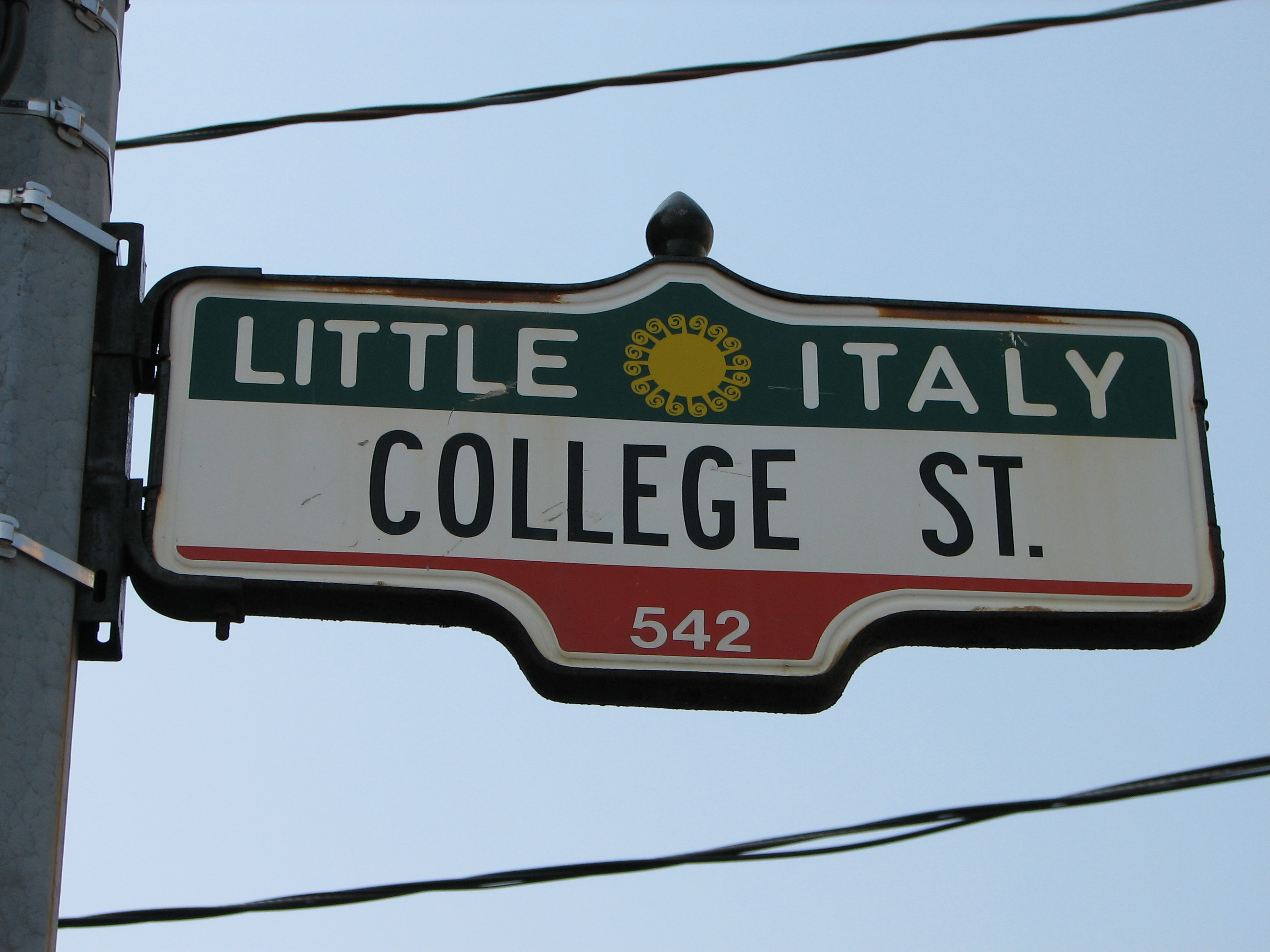
Cartello di College Street

La Little Italy di Toronto o semplicemente Little Italy, a cui ci si riferisce anche College Street West è un distretto di Toronto in Ontario (Canada).
È conosciuto per il suo alto numero di ristoranti e imprese italo-canadesi. C'è anche una significativa presenza della comunità latinoamericana e portoghese.

## Descrizione
Il distretto è incentrato intorno ai ristoranti, bar, negozi lungo la via College Street, imprecisamente tra Harbord Street e Dundas Street, e si estende a est e ovest tra Bathurst Street e Ossington Avenue.

## Luoghi famosi
- Italian Walk of Fame
- Central Commerce Collegiate su Shaw Street, costruito nel 1916.
- Chiesa di Santa Maria Maddalena
- Church of St. Francis of Assisi
- College Street United Church
- Convento Rico Club
- Mod Club Theatre
- The Orbit Room
- Portuguese Seventh-day Adventist Church